# Порт (порт Древнего Рима)

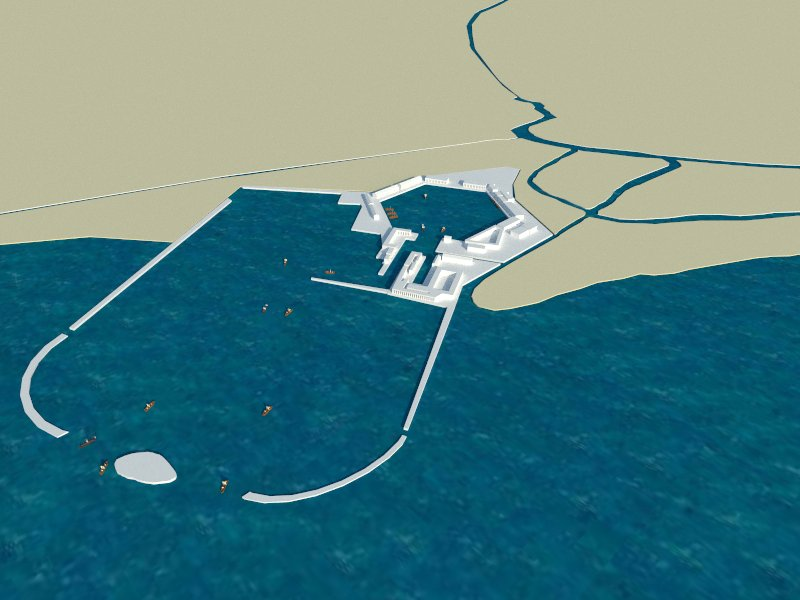
Модель Порта эпохи Траяна

Порт (лат. Portus, лат. Portus Augusti, лат. Portus Romae) — главный морской порт Рима в период империи, а также окружавший его город на Тирренском побережье Италии, рядом с устьем Тибра. 

## Предыстория
В республиканскую эпоху морским портом Рима служила Остия, расположенная в устье Тибра, в 30 км от столицы государства. Однако из-за расположения в устье возникал ряд трудностей: заиливание фарватеров, образование песчаных отмелей, постепенное отступление береговой линии в сторону моря. Это, в свою очередь, затрудняло снабжение растущего Рима продовольствием. После очередного кризиса снабжения и вызванного им голода Клавдий задумал построить новый порт.

## Порт Клавдия
Порт был заложен в 42 г. н. э. в 3 км к северу от Остии. Строительство завершилось при Нероне, который нарёк порт Portus Augusti. Гавань площадью около 200 гектаров была окружена двумя молами с севера и юга, между их оконечностями находился искусственный остров с маяком. Светоний так описывает труды Клавдия:
Гавань в Остии он построил, выведя в море валы слева и справа, а при входе поставив на глубоком месте волнолом: чтобы утвердить его, он затопил на этом месте тот корабль, на котором был из Египта привезён огромный обелиск, укрепил его множеством свай и на них возвёл высочайшую башню по образу александрийского Фароса, чтобы по ночам на её огонь держали путь корабли.
Гавань соединялась с Тибром двумя каналами, по которым груз с морских судов на более легких кораблях доставляли в Рим. Также эти каналы были призваны облегчить сброс воды из Тибра во время паводков, тем самым снижая риск наводнений в Риме. Наземная инфраструктура порта включала несколько крупных строений, акведук и Via Portuensis — дорогу, соединяющую порт с Римом.

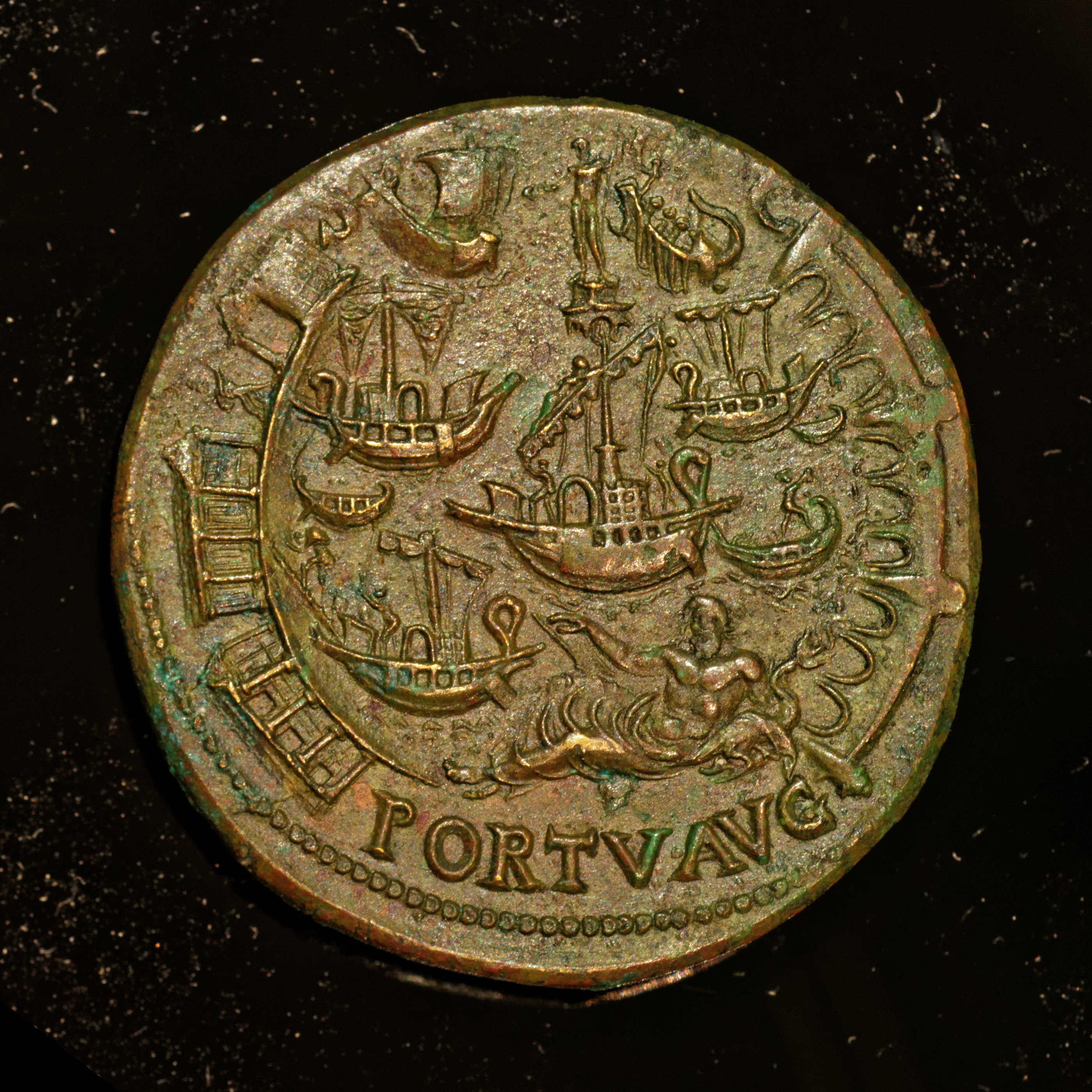
Сестерций Нерона с изображением Portus Augusti

## Порт Траяна
Однако гавань Клавдия-Нерона не давала достаточной защиты судам от непогоды: Тацит сообщает, что в 62 г. почти двести кораблей, стоявших в порту, были уничтожены штормом. Вероятно, это было одной из причин того, что при Траяне, между 110 и 117 гг. н. э., порт был перестроен и дополнен внутренней шестиугольной гаванью (длина стороны — 358 м, максимальный диаметр — 715,5 м, площадь — 32 га), которая была вырыта с южной стороны от гавани Клавдия и соединена с ней. Эту внутреннюю гавань  окружали постройки разного назначения: главным образом склады (horrea), также административные здания, 3-этажная резиденция (т. н. «Императорский дворец», скорее всего, резиденция прокуратора порта) и, возможно, судостроительная верфь. К востоку от гавани, предположительно, находился городской форум, храм Либера-отца (построен при Коммоде) и жилые дома.

## Дальнейшая судьба
Порт достраивался и перестраивался на протяжении II и III вв. При этом он управлялся из Остии, где также квартировали обслуживавшие его рабочие. Лишь в начале IV в. при Константине I Порт был выделен в отдельный муниципий под названием Civitas Flavia Constantiniana Portuensis. В ту же эпоху Порт, окончательно обособившийся от Остии, был окружён оборонительной стеной. Порт оставался в эксплуатации до конца V в. К началу VI века гавань Клавдия заилилась, и порт был заброшен.

## Описание
В настоящее время остатки Порта находятся в коммуне Фьюмичино, близ аэропорта Рима. Так же, как и Остия Антика, они отстоят на три километра от современной линии побережья. Сохранилась шестиугольная гавань Траяна (ныне озеро — Lago Traiana), проложенный им канал и развалины построек.Территория раскопок открыта для посещения.